# Championnat d'Allemagne féminin de football de deuxième division 2009-2010
Navigation
Édition précédente Édition suivante
La 2. Frauen-Bundesliga 2009-2010 est la 6e édition du championnat d'Allemagne de football féminin de deuxième division.
Le deuxième niveau du championnat féminin oppose vingt-quatre clubs allemands répartis dans deux groupes de douze équipes, en une série de vingt-deux rencontres jouées durant la saison de football. La compétition débute le 20 septembre 2009 et s'achève le dimanche 16 mai 2010.
Les premières places de chaque groupe permettent de monter en Frauen Bundesliga lors de la saison suivante alors que les deux dernières places de chaque groupe sont synonyme de relégation en Regionalliga. Les deux dixièmes s'affrontent quant à eux lors d'un barrage de relégation dont le perdant est relégué.
Lors de l'exercice précédent, le TSV Crailsheim et le HSV Borussia Friedenstal ont été relégués après avoir fini aux deux dernières places de première division. Le FC Cologne, le Bayern MunichR, le Magdeburger FFC (en), le TuS Wörrstadt et le Werder Brême ont, quant à eux, gagné le droit d'évoluer dans ce championnat après avoir obtenu leurs promotions lors des phases finales de Regionalliga.
La compétition est remportée par le HSV Borussia Friedenstal et le Bayer Leverkusen qui sont promus à la fin de la saison. Dans le bas du classement, le FFC Wacker Munich (de), le SG Wattenscheid, le Blau-Weiß Hohen Neuendorf, l'ASV Hagsfeld et le TuS Wörrstadt, sont relégués.

## Participants
Ces tableaux présentent les vingt-quatre équipes qualifiées pour disputer le championnat 2009-2010. On y trouve le nom des clubs, la date de création du club, l'année de la dernière accession à cette division, leur classement de la saison précédente, le nom des stades ainsi que la capacité de ces derniers.
Le championnat comprend deux groupes de douze équipes.
Légende des couleurs
- Relégué de Frauen-Bundesliga.
- Promu de Regionalliga.

| \| Werder Brême SV Victoria Gersten FSV Gütersloh Hambourg SVR HSV Borussia Friedenstal SV Holstein Kiel (de) FC Lokomotive Leipzig Magdeburger FFC (en) Blau-Weiß Hohen Neuendorf FFC Oldesloe (de) 0FFC Turbine PotsdamR SG Wattenscheid \| Localisation des clubs engagés dans le groupe Nord du championnat. |
| Werder Brême SV Victoria Gersten FSV Gütersloh Hambourg SVR HSV Borussia Friedenstal SV Holstein Kiel (de) FC Lokomotive Leipzig Magdeburger FFC (en) Blau-Weiß Hohen Neuendorf FFC Oldesloe (de) 0FFC Turbine PotsdamR SG Wattenscheid                                                                          |

| Nom du club               | Date de création | Dernière accession | Cls 2009     | Stade                      | Capacité | Nb T. |
| ------------------------- | ---------------- | ------------------ | ------------ | -------------------------- | -------- | ----- |
| HSV Borussia Friedenstal  | 1953             | 2009               | 1.FB         | Ludwig-Jahn-Stadion        | 18 400   | 1     |
| FFC Turbine PotsdamR      | 1971             | 2004               | 2 (Gr. Nord) | Karl-Liebknecht-Stadion    | 10 499   | /     |
| FC Lokomotive Leipzig     | -                | 2006               | 3 (Gr. Nord) | Stade inconnu              | -        | /     |
| FSV Gütersloh             | 1984             | 2004               | 4 (Gr. Nord) | Heidewaldstadion           | 12 000   | /     |
| SG Wattenscheid           | 1973             | 2004               | 4 (Gr. Sud)  | Lohrheidestadion           | 16 233   | 1     |
| Hambourg SVR              | 1970             | 2004               | 5 (Gr. Nord) | Wolfgang-Meyer-Sportanlage | 2 018    | /     |
| FFC Oldesloe (de)         | 2000             | 2007               | 6 (Gr. Nord) | Stadion Buniamshof         | 10 000   | /     |
| SV Holstein Kiel (de)     | 2004             | 2005               | 7 (Gr. Nord) | Kiliaplatz                 | 3 000    | /     |
| Blau-Weiß Hohen Neuendorf | -                | 2008               | 8 (Gr. Nord) | Niederheide                | -        | /     |
| SV Victoria Gersten       | -                | 2004               | 9 (Gr. Nord) | MEP-Arena                  | 16 500   | /     |
| Werder Brême              | -                | 2009               | Reg.         | Weserstadion Platz 12      | -        | /     |
| Magdeburger FFC (en)      | 1997             | 2009               | Reg.         | Heinrich-Germer-Stadion    | 4 990    | /     |

| \| Bayer Leverkusen Bayern MunichR FC Cologne TSV Crailsheim FCR DuisbourgR FFC FrancfortR ASV Hagsfeld FV Löchgau SC Sand VfL Sindelfingen FFC Wacker Munich (de) TuS Wörrstadt \| Localisation des clubs engagés dans le groupe Sud du championnat. |
| Bayer Leverkusen Bayern MunichR FC Cologne TSV Crailsheim FCR DuisbourgR FFC FrancfortR ASV Hagsfeld FV Löchgau SC Sand VfL Sindelfingen FFC Wacker Munich (de) TuS Wörrstadt                                                                         |

| Nom du club            | Date de création | Dernière accession | Cls 2009     | Stade                               | Capacité | Nb T. |
| ---------------------- | ---------------- | ------------------ | ------------ | ----------------------------------- | -------- | ----- |
| TSV Crailsheim         | 1971             | 2009               | 1.FB         | Schönebürgstadion                   | 5 500    | 1     |
| VfL Sindelfingen       | 1971             | 2006               | 2 (Gr. Sud)  | Floschenstadion                     | 5 000    | 1     |
| FCR DuisbourgR         | 1977             | 2007               | 3 (Gr. Sud)  | PCC-Stadion                         | 3 000    | /     |
| FFC FrancfortR         | 1973             | 2004               | 5 (Gr. Sud)  | Stadion am Brentanobad              | 5 200    | /     |
| ASV Hagsfeld           | 1998             | 2007               | 6 (Gr. Sud)  | Sportanlage An der Tagweide         | -        | /     |
| Bayer Leverkusen       | 2008             | 2005               | 7 (Gr. Sud)  | Ulrich-Haberland-Stadion            | 3 200    | /     |
| SC Sand                | 1980             | 2004               | 8 (Gr. Sud)  | Kühnmatt-Stadion                    | 2 000    | /     |
| FFC Wacker Munich (de) | -                | 2004               | 9 (Gr. Sud)  | Bezirkssportanlage München-Sendling | -        | /     |
| FV Löchgau             | -                | 2008               | 10 (Gr. Sud) | Stade inconnu                       | -        | /     |
| Bayern MunichR         | 1970             | 2009               | Reg.         | Sportpark Aschheim                  | 3 000    | /     |
| FC Cologne             | 1974             | 2009               | Reg.         | Franz-Kremer-Stadion                | 5 000    | 1     |
| TuS Wörrstadt          | 1969             | 2009               | Reg.         | Stade inconnu                       | -        | /     |

## Compétition

### Classement
Le classement est calculé avec le barème de points suivant : une victoire vaut trois points, le match nul un et la défaite zéro.
Les critères utilisés pour départager en cas d'égalité au classement sont les suivants :
1. différence entre les buts marqués et les buts concédés sur la totalité des matchs joués dans le championnat ;
2. plus grand nombre de buts marqués sur la totalité des matchs joués dans le championnat.

| Rang | Équipe                     | Pts | J  | G  | N | P  | Bp | Bc | Diff |
| ---- | -------------------------- | --- | -- | -- | - | -- | -- | -- | ---- |
| 1    | HSV Borussia Friedenstal R | 58  | 22 | 18 | 4 | 0  | 69 | 21 | +48  |
| 2    | FFC Turbine PotsdamR       | 49  | 22 | 15 | 4 | 3  | 61 | 23 | +38  |
| 3    | SV Victoria Gersten        | 39  | 22 | 12 | 3 | 7  | 51 | 30 | +21  |
| 4    | FC Lokomotive Leipzig      | 38  | 22 | 11 | 5 | 6  | 44 | 35 | +9   |
| 5    | Hambourg SVR               | 31  | 22 | 9  | 4 | 9  | 53 | 51 | +2   |
| 6    | Magdeburger FFC (en) P     | 31  | 22 | 9  | 4 | 9  | 36 | 34 | +2   |
| 7    | Werder Brême P             | 29  | 22 | 8  | 5 | 9  | 29 | 37 | -8   |
| 8    | FFC Oldesloe (de)          | 28  | 22 | 9  | 1 | 12 | 24 | 41 | -17  |
| 9    | FSV Gütersloh              | 25  | 22 | 7  | 4 | 11 | 31 | 43 | -12  |
| 10   | SV Holstein Kiel (de)      | 23  | 22 | 6  | 5 | 11 | 29 | 45 | -16  |
| 11   | SG Wattenscheid            | 13  | 22 | 4  | 1 | 17 | 20 | 59 | -39  |
| 12   | Blau-Weiß Hohen Neuendorf  | 10  | 22 | 2  | 4 | 16 | 20 | 48 | -28  |

| Légende : | Légende : |
| --------- | --- |
|           | Promu en Frauen-Bundesliga. |
|           | Participe au barrage de relégation en Regionalliga. |
|           | Relégué en Regionalliga. |
|           | R Relégué de Frauen-Bundesliga. P Promu de Regionalliga. Pts points ; G victoires ; N matchs nuls ; P défaites Bp buts marqués ; Bc buts encaissés ; Diff différence de buts |

| Rang | Équipe                 | Pts | J  | G  | N | P  | Bp | Bc | Diff |
| ---- | ---------------------- | --- | -- | -- | - | -- | -- | -- | ---- |
| 1    | Bayer Leverkusen       | 54  | 22 | 17 | 3 | 2  | 62 | 19 | +43  |
| 2    | VfL Sindelfingen       | 52  | 22 | 16 | 4 | 2  | 49 | 12 | +37  |
| 3    | FC Cologne P           | 45  | 22 | 14 | 3 | 5  | 54 | 24 | +30  |
| 4    | TSV Crailsheim R       | 40  | 22 | 12 | 4 | 6  | 46 | 25 | +21  |
| 5    | FCR DuisbourgR         | 39  | 22 | 12 | 3 | 7  | 48 | 33 | +15  |
| 6    | SC Sand                | 27  | 22 | 8  | 3 | 11 | 36 | 33 | +3   |
| 7    | FV Löchgau             | 23  | 22 | 6  | 5 | 11 | 20 | 37 | -17  |
| 8    | FFC FrancfortR         | 23  | 22 | 6  | 6 | 10 | 27 | 47 | -20  |
| 9    | Bayern MunichR P       | 22  | 22 | 6  | 4 | 12 | 36 | 61 | -25  |
| 10   | FFC Wacker Munich (de) | 19  | 22 | 5  | 4 | 13 | 27 | 42 | -15  |
| 11   | ASV Hagsfeld           | 14  | 22 | 3  | 5 | 14 | 24 | 58 | -34  |
| 12   | TuS Wörrstadt P        | 12  | 22 | 2  | 6 | 14 | 21 | 58 | -37  |

| Légende : | Légende : |
| --------- | --- |
|           | Promu en Frauen-Bundesliga. |
|           | Participe au barrage de relégation en Regionalliga. |
|           | Relégué en Regionalliga. |
|           | R Relégué de Frauen-Bundesliga. P Promu de Regionalliga. Pts points ; G victoires ; N matchs nuls ; P défaites Bp buts marqués ; Bc buts encaissés ; Diff différence de buts |

### Résultats
Groupe Nord
| Résultats (▼dom., ►ext.)                                   | Brê | Ger | Güt | Ham | Her | Kie | Lei | Mag | Neu | Old | Tur | Wat |
| Werder Brême                                               |     | 2-1 | 5-3 | 2-2 | 0-3 | 0-0 | 2-3 | 3-0 | 3-1 | 1-0 | 0-3 | 2-0 |
| SV Victoria Gersten                                        | 4-0 |     | 0-0 | 5-1 | 1-4 | 5-1 | 5-2 | 2-1 | 2-1 | 0-1 | 1-2 | 3-1 |
| FSV Gütersloh                                              | 2-0 | 0-3 |     | 3-2 | 2-4 | 1-3 | 0-0 | 0-3 | 3-0 | 4-1 | 1-4 | 1-0 |
| Hambourg SVR                                               | 5-1 | 3-2 | 0-2 |     | 4-6 | 3-1 | 1-2 | 3-1 | 2-1 | 4-2 | 0-0 | 6-0 |
| HSV Borussia Friedenstal                                   | 2-2 | 3-3 | 3-0 | 3-2 |     | 1-0 | 3-0 | 6-0 | 1-0 | 2-1 | 3-1 | 7-0 |
| SV Holstein Kiel (de)                                      | 0-0 | 0-2 | 1-4 | 4-3 | 0-3 |     | 1-1 | 0-3 | 3-1 | 2-3 | 0-0 | 1-3 |
| FC Lokomotive Leipzig                                      | 3-1 | 2-1 | 1-1 | 2-2 | 1-1 | 4-5 |     | 3-1 | 2-0 | 1-2 | 2-3 | 3-1 |
| Magdeburger FFC (en)                                       | 1-1 | 0-3 | 4-0 | 3-3 | 0-1 | 0-0 | 2-1 |     | 2-1 | 3-0 | 2-4 | 5-0 |
| Blau-Weiß Hohen Neuendorf                                  | 0-1 | 1-1 | 1-1 | 3-2 | 1-4 | 1-4 | 1-3 | 0-2 |     | 4-2 | 0-1 | 0-0 |
| FFC Oldesloe (de)                                          | 1-0 | 0-2 | 2-0 | 1-2 | 0-4 | 3-1 | 0-2 | 1-0 | 2-2 |     | 0-3 | 0-4 |
| FFC Turbine PotsdamR                                       | 2-1 | 3-2 | 4-2 | 7-1 | 2-2 | 4-1 | 1-2 | 1-1 | 5-0 | 0-1 |     | 5-0 |
| SG Wattenscheid                                            | 1-2 | 2-3 | 2-1 | 0-2 | 1-3 | 0-1 | 1-4 | 1-2 | 2-1 | 0-1 | 1-6 |     |
| - Victoire à domicile - Match nul - Victoire à l'extérieur |     |     |     |     |     |     |     |     |     |     |     |     |

Groupe Sud
| Résultats (▼dom., ►ext.)                                   | ByL | ByM | Col | Cra | Dui | Fra | Hag | Löc | San | Sin | Wac | Wör |
| Bayer Leverkusen                                           |     | 7-3 | 4-4 | 3-1 | 5-0 | 0-0 | 6-3 | 4-0 | 2-0 | 2-0 | 6-3 | 1-0 |
| Bayern MunichR                                             | 0-4 |     | 0-2 | 0-3 | 1-4 | 5-2 | 1-1 | 2-3 | 1-3 | 2-2 | 1-1 | 4-1 |
| FC Cologne                                                 | 3-0 | 4-0 |     | 6-0 | 0-2 | 2-0 | 1-1 | 3-0 | 1-3 | 0-1 | 1-1 | 5-0 |
| TSV Crailsheim                                             | 1-2 | 5-0 | 3-1 |     | 1-0 | 3-0 | 5-0 | 0-0 | 2-1 | 0-1 | 5-0 | 5-0 |
| FCR DuisbourgR                                             | 2-1 | 7-5 | 2-3 | 1-1 |     | 3-0 | 2-1 | 5-1 | 0-3 | 1-0 | 2-1 | 6-2 |
| FFC FrancfortR                                             | 1-7 | 1-2 | 0-3 | 2-1 | 1-1 |     | 2-4 | 0-0 | 3-2 | 0-0 | 2-4 | 3-1 |
| ASV Hagsfeld                                               | 0-2 | 0-1 | 0-4 | 2-2 | 2-6 | 0-4 |     | 0-2 | 0-0 | 1-4 | -   | 1-2 |
| FV Löchgau                                                 | 0-2 | 2-2 | 1-3 | 0-2 | 0-1 | 1-2 | 2-0 |     | 2-0 | 0-2 | 2-0 | 0-0 |
| SC Sand                                                    | 1-2 | 4-1 | 1-1 | 0-2 | 3-0 | 1-1 | 2-3 | 3-1 |     | 2-3 | 2-3 | 4-1 |
| VfL Sindelfingen                                           | 0-0 | 3-0 | 3-0 | 3-0 | 2-0 | 6-0 | 0-0 | 5-2 | 1-0 |     | 0-0 | 3-2 |
| FFC Wacker Munich (de)                                     | 0-2 | 1-2 | 1-4 | 1-1 | 1-0 | 1-2 | 5-2 | 0-1 | 4-1 | 0-3 |     | 0-0 |
| TuS Wörrstadt                                              | 0-5 | 1-1 | 1-2 | 0-3 | 0-0 | 2-2 | 2-3 | 0-1 | 4-2 | 0-5 | 2-3 |     |
| - Victoire à domicile - Match nul - Victoire à l'extérieur |     |     |     |     |     |     |     |     |     |     |     |     |

### Barrage de relégation
| Club                  | Aller | Retour | Club                   |
| --------------------- | ----- | ------ | ---------------------- |
| SV Holstein Kiel (de) | 0-0   | 1-0    | FFC Wacker Munich (de) |

## Bilan de la saison
| Championnat d'Allemagne féminin de football de deuxième division 2009-2010 |                                                                               |
| Champion                                                                   | HSV Borussia Friedenstal (Nord) (2e titre) Bayer Leverkusen (Sud) (1er titre) |
| Promotions et relégations                                                  |                                                                               |
| Promus en Frauen-Bundesliga                                                | HSV Borussia Friedenstal                                                      |
| Promus en Frauen-Bundesliga                                                | Bayer Leverkusen                                                              |
| Relégués en 2. Frauen-Bundesliga                                           | Tennis Borussia Berlin                                                        |
| Relégués en 2. Frauen-Bundesliga                                           | SC Fribourg                                                                   |

## Statistiques
| Cls | Joueuse         | Club                     | Buts |
| --- | --------------- | ------------------------ | ---- |
| 1   | Kathrin Patzke  | Hambourg SVR             | 25   |
| 2   | Marie Pollmann  | HSV Borussia Friedenstal | 23   |
| 3   | Jennifer Ninaus | HSV Borussia Friedenstal | 20   |
| 4   | Anna Laue       | HSV Borussia Friedenstal | 17   |
| 4   | Carolin Schiewe | FFC Turbine PotsdamR     | 17   |

| Cls | Joueuse              | Club             | Buts |
| --- | -------------------- | ---------------- | ---- |
| 1   | Bilgin Defterli      | FC Cologne       | 22   |
| 2   | Christine Veth       | SC Sand          | 21   |
| 3   | Lynn Mester          | Bayer Leverkusen | 18   |
| 4   | Nicole Rolser        | VfL Sindelfingen | 15   |
| 5   | Barbara Müller       | FCR DuisbourgR   | 11   |
| 5   | Valentina Oppedisano | FCR DuisbourgR   | 11   |